# Mekarmulya (Kertajati)
Mekarmulya is een bestuurslaag in het regentschap Majalengka van de provincie West-Java, Indonesië. Mekarmulya telt 2785 inwoners (volkstelling 2010).